# František Xaver Dušek
Ne doit pas être confondu avec Jan Ladislav Dussek.
František Xaver Dušek, né le 8 décembre 1731 à Chotěborky, près de Jaroměř (Bohême) et mort le 12 février 1799 à Prague, est un claveciniste, pianiste, professeur de musique et compositeur bohémien.

## Biographie
František Xaver Dušek a étudié le clavecin à Vienne avec Georg Christoph Wagenseil et s'est établi vers 1770 à Prague où il a été un professeur de clavecin très recherché. Il a reçu Mozart dans sa Villa Bertramka à Košíře, juste à côté de Prague, et c'est là que Mozart a terminé au moins deux de ses œuvres majeures : en 1787 l'opéra Don Giovanni et La Clémence de Titus en 1791. Dušek a été un des professeurs du fils de Mozart Karl Thomas, qui est devenu un bon pianiste, même s'il n'a pas poursuivi une carrière musicale.
Sa femme, Josepha, était une cantatrice très estimée de Mozart qui écrivit à son intention deux airs de concert, Ah lo previdi et Bella mia fiamma. Beethoven fit de même quelques années plus tard en lui dédiant Ah, perfido.

## Liste des œuvres
Le catalogue des œuvres a été établi par Václav Jan Sýkora et publié à Prague en 1958.
- S 1 : Sonate pour clavier en si bémol majeur
- S 2 : Sonate pour clavier en si bémol majeur
- S 3 : Sonate pour clavier en mi bémol majeur, 8 décembre 1731
- S 4 : Sonate pour clavier en sol majeur
- S 5 : 6 Sonatines pour clavier
- S 6 : Sonate pour clavier en sol majeur
- S 7 : Sonate pour clavier en sol majeur
- S 8 : Sonate pour clavier en ut majeur
- S 9 : Variations pour clavier en ut majeur
- S 10 : Andante con menuetto pour clavier en sol majeur
- S 11 : Pièces pour clavier
- S 12 : Sonate pour clavier en mi-bémol majeur
- S 13 : Sonate pour clavier en fa majeur
- S 14 : Sonate pour clavier en ut majeur
- S 15 : Sonate pour clavier en la majeur
- S 16 : Sonate pour clavier en 'sol majeur
- S 17 : Sonate pour clavier en fa majeur
- S 18 : Sonate pour clavier en sol majeur
- S 19 : Sonate pour clavier en ré majeur
- S 20 : Variations pour clavier en sol majeur
- S 21 : Variations pour clavier en la majeur
- S 22 : Variations pour clavier en si-bémol majeur
- S 23 : Variations pour clavier à 4 mains en ut majeur
- S 24 : Menuetto pour clavier à 4 mains en ut majeur
- S 25 : Sonate pour clavier à 4 mains en ut majeur
- S 26 : Sonate pour clavier à 4 mains en mi-bémol majeur
- S 27 : Sonate pour clavier à 4 mains en sol majeur
- S 28 : Sonate pour clavier à 4 mains en ut majeur
- S 29 : Sonate pour clavier à 4 mains en ut majeur
- S 30 : Sonate pour clavier à 4 mains en sol majeur
- S 31 : Variations pour clavier à 4 mains en mi-bémol majeur
- S 32 : Trio avec clavier en fa majeur
- S 33 : Trio avec clavier en sol majeur
- S 34 : Trio avec clavier en ré majeur
- S 35 : Quintette avec clavier en sol majeur
- S 36 : Trio avec clavier en mi-bémol majeur
- S 37 : Quatuor avec clavier en sol majeur
- S 38 : Concerto pour clavier en sol majeur
- S 39 : Concerto pour clavier en ut majeur
- S 40 : Concerto pour clavier en mi-bémol majeur
- S 41 : Concerto pour clavier en ré majeur
- S 42 : Adagio pour clavier & orchestre en si-bémol majeur
- S 43 : Partita pour 2 hautbois & basson en sol majeur
- S 44 : Partita pour 2 hautbois & basson en fa majeur
- S 45 : Partita pour 2 hautbois & basson en sol majeur
- S 46 : Partita pour 2 hautbois & basson en ut majeur
- S 47 : Partita pour 2 hautbois & basson en ut majeur
- S 48 : Partita pour quintette à vent en fa majeur
- S 49 : Partita pour quintette à vent en ré mineur
- S 50 : Partita pour quintette à vent en la majeur
- S 51 : Partita pour quintette à vent en fa majeur
- S 52 : Partita pour quintette à vent en sol majeur
- S 53 : Partita pour quintette à vent en fa majeur
- S 54 : Partita pour sextuor à vent en sol majeur
- S 55 : Partita pour sextuor à vent en fa majeur
- S 56 : Partita pour sextuor à vent en si-bémol majeur
- S 57 : Partita pour sextuor à vent en fa majeur
- S 58 : Partita pour sextuor à vent en sol majeur
- S 59 : Partita pour sextuor à vent en ré majeur
- S 60 : Partita pour sextuor à vent en fa majeur
- S 61 : Partita pour sextuor à vent en fa majeur
- S 62 : Partita pour sextuor à vent en fa majeur
- S 63 : Partita pour sextuor à vent en ut majeur
- S 64 : Partita pour sextuor à vent en fa majeur
- S 65 : Partita pour sextuor à vent en ré majeur
- S 66 : Partita pour sextuor à vent en fa majeur
- S 67 : Partita pour sextuor à vent en ré majeur
- S 68 : Partita pour sextuor à vent en la majeur
- S 69 : Partita pour sextuor à vent en ré majeur
- S 70 : Partita pour sextuor à vent en fa majeur
- S 71 : Partita pour sextuor à vent en ré majeur
- S 72 : Partita pour sextuor à vent en fa majeur
- S 73 : Partita pour sextuor à vent en ré majeur
- S 74 : Partita pour sextuor à vent en si-bémol majeur
- S 75 : Partita pour sextuor à vent en si-bémol majeur
- S 76 : Partita pour sextuor à vent en fa majeur
- S 77 : Partita pour sextuor à vent en ré majeur
- S 78 : Partita pour sextuor à vent en la majeur
- S 79 : Partita pour sextuor à vent en fa majeur
- S 80 : Partita pour sextuor à vent en si-bémol majeur
- S 81 : Partita pour sextuor à vent en fa majeur
- S 82 : Partita pour sextuor à vent en la majeur
- S 83 : Partita pour sextuor à vent en ut majeur
- S 84 : Partita pour sextuor à vent en fa majeur
- S 85 : Partita pour sextuor à vent en si-bémol majeur
- S 86 : Partita pour sextuor à vent en la majeur
- S 87 : Partita pour sextuor à vent en ut majeur
- S 88 : Partita pour sextuor à vent en fa majeur
- S 89 : Partita pour sextuor à vent en si-bémol majeur
- S 90 : Trio pour 2 violons & continuo en ut majeur
- S 91 : Trio pour 2 violons & continuo en ré majeur
- S 92 : Trio pour 2 violons & continuo en mi-bémol majeur
- S 93 : Trio pour 2 violons & continuo en si-bémol majeur
- S 94 : Trio pour 2 violons & continuo en la majeur
- S 95 : Trio pour 2 violons & continuo en sol majeur
- S 96 : Trio pour 2 violons & continuo en la majeur
- S 97 : Trio pour 2 violons & continuo en si-bémol majeur
- S 98 : Divertimento à 3 en ré majeur
- S 99 : Divertimento à 3 en la majeur
- S 100 : Divertimento à 3 en si-bémol majeur
- S 101 : Divertimento à 3 en la majeur
- S 102 : Divertimento à 3 en mi majeur
- S 103 : Divertimento à 3 en mi-bémol majeur
- S 104 : Divertimento à 3 en si-bémol majeur
- S 105 : Divertimento à 3 en mi majeur
- S 106 : Divertimento à 3 en sol majeur
- S 107 : Divertimento à 3 en ut majeur
- S 108 : Divertimento à 3 en mi-bémol majeur
- S 109 : Divertimento à 3 en si-bémol majeur
- S 110 : Divertimento à 3 en la majeur
- S 111 : Noturno pour 2 violins & continuo en la mineur
- S 112 : Serenata à 3 en la majeur
- S 113 : Divertimento à 4 en la majeur
- S 114 : Divertimento à 4 en mi majeur
- S 115 : Divertimento à 4 en si-bémol majeur
- S 116 : Divertimento à 4 en si-bémol majeur
- S 117 : Divertimento à 4 en ut majeur
- S 118 : Divertimento à 4 en la majeur
- S 119 : Divertimento à 4 en si-bémol majeur
- S 120 : Divertimento à 4 en la majeur
- S 121 : Divertimento à 4 en la majeur
- S 122 : Divertimento à 4 en la majeur
- S 123 : Divertimento à 4 en ut majeur
- S 124 : Divertimento à 4 en la majeur
- S 125 : Divertimento à 4 en mi-bémol majeur
- S 126 : Quadro en sol majeur
- S 127 : Quadro en la majeur
- S 128 : Quadro en mi majeur
- S 129 : Quadro en sol majeur
- S 130 : Quadro en si-bémol majeur
- S 131 : Quadro en si-bémol majeur
- S 132 : Quadro en mi majeur
- S 133 : Serenata à 4 en ut majeur
- S 134 : Serenade en mi-bémol majeur
- S 135 : Divertimento à 5 en ré majeur
- S 136 : Divertimento à 5 en mi-bémol majeur
- S 137 : Serenade en fa majeur
- S 138 : Serenade en ré majeur
- S 139 : Symphonie en mi-bémol majeur (Altner Es 6)
- S 140 : Symphonie en fa majeur (Altner F 8)
- S 141 : Symphonie en sol majeur (Altner G 1)
- S 142 : Symphonie en ré majeur (Altner D 4)
- S 143 : Symphonie en fa majeur (Altner F 1)
- S 144 : Symphonie en si-bémol majeur (Altner B 1)
- S 145 : Symphonie en mi majeur (Altner E 1)
- S 146 : Symphonie en ré majeur (Altner D 5)
- S 147 : Symphonie en fa majeur (Altner F 2)
- S 148 : Symphonie en ut majeur (Altner C 1)
- S 149 : Symphonie en ré majeur (Altner D 6)
- S 150 : Symphonie en mi-bémol majeur (Altner Es 1)
- S 151 : Symphonie en sol majeur (Altner G 4)
- S 152 : Symphonie en fa majeur (Altner F 3)
- S 153 : Symphonie en ré majeur (Altner D 7)
- S 154 : Symphonie en ré majeur (Altner D 8)
- S 155 : Symphonie en ré majeur (Altner D 9)
- S 156 : Symphonie en si-bémol majeur (Altner B 5)
- S 157 : Symphonie en mi-bémol majeur (Altner Es 2)
- S 158 : Symphonie en ré majeur (Altner D10)
- S 159 : Symphonie en fa majeur (Altner F 7)
- S 160 : Symphonie en sol majeur (Altner G 3)
- S 161 : Symphonie en la majeur (Altner A 3)
- S 162 : Symphonie en mi-bémol majeur (Altner Es 5)
- S 163 : Symphonie en la majeur (Altner A 1)
- S 164 : Symphonie en ut majeur (Altner C 2)
- S 165 : Symphonie en ré majeur (Altner D 2)
- S 166 : Symphonie en fa majeur (Altner F 6)
- S 167 : Symphonie en ré majeur (Altner D 1)
- S 168 : Symphonie en sol majeur (Altner G 2)
- S 169 : Symphonie en mi-bémol majeur (Altner Es 4)
- S 170 : Symphonie en ré majeur (Altner D11)
- S 171 : Symphonie en si-bémol majeur (Altner B 3)
- S 172 : Symphonie en fa majeur (Altner F 4)
- S 173 : Symphonie en la majeur (Altner A 2)
- S 174 : Symphonie en mi-bémol majeur (Altner Es 3)
- S 175 : Symphonie en ré majeur (Altner D 3)
- S 176 : Symphonie en si-bémol majeur (Altner B 2)
- S 177 : Symphonie en fa majeur (Altner F 5)
- S 178 : Symphonie en si-bémol majeur (Altner B 4)
- S 179 : 13 Menuets
- S 180 : Marche en ré majeur
- S 181 : Kurze Anweisung für das Violoncello (perdu)
- S 182 : Lieder für Kinder und Kinderfreunde
- S 183 : Messe en sol majeur
- S 184 : Messe en ut majeur
- S 185 : Requiem en mi-bémol majeur
- S 186 : Pange lingua en ut majeur
- S 187 : Cantilena funeralis en si-bémol majeur
- S 188 : Missa pastoralis en ré majeur
- S 189 : Missa de Nativitate en ré majeur (perdu)
- S 190 : Pastorella en sol majeur
- S 191 : 2 arias sacrées pour basse
- S 192 : Offertorium en ut majeur
- S 193 : Pange lingua en ré majeur
- S 194 : Te Deum en ré majeur
- S 195 : Sonate pour clavier en ré majeur (Antonio Duschek)
- S 196 : Concerto pour Violon en ré majeur (perdu) (Benjamin Duschek)
- S 197 : Concerto pour Violon en la majeur (perdu) (Benjamin Duschek)
- S 198 : Sonate pour clavier en fa majeur (F.F. Dussek)
- S 199 : Sérénade en mi-bémol majeur (F. Duseck)
- S 200 : Mose en Egypten (perdu) (Franz Dussek)
- S 201 : Sonata pour clavier & violon (perdu) (Franz Dussek)
- S 202 : Notturno pour 3 flûtes (perdu) (Franz Joseph Dussek)
- S deest : Symphonie en la majeur (Altner A 4) (perdu)

## Enregistrements
- Symphony in C major sur le CD Baroque Bohemia & Beyond : Vaňhal - Dušek - Brixi - Vranický, Czech Chamber Philharmonic, dir. Vojtěch Spurný, Alto ALC 1002, 2004